# Lucas Oil Stadium

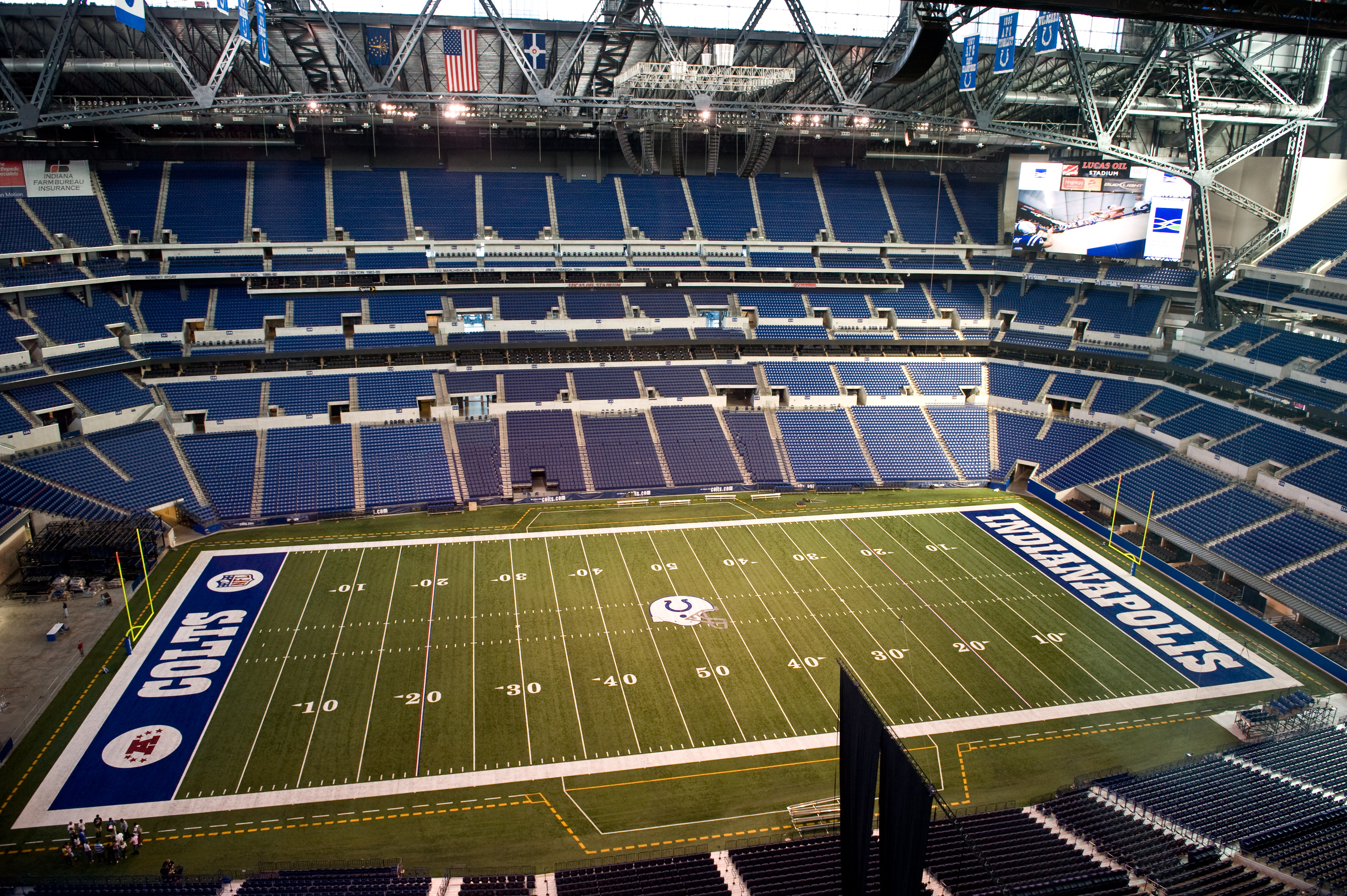

Lucas Oil Stadium är en idrottsarena i Indianapolis i Indiana. Den är hemmaplan för NFL-laget Indianapolis Colts.
Lucas Oil Stadium har 63 000 sittplatser och har konstgräsbeläggning. Arenan invigdes den 16 augusti 2008.

## Evenemang
- Super Bowl XLVI
- Final Four i NCAA 2010